# Lenie-Passage
Die Lenie-Passage ist eine 1,5 km breite Meerenge im Palmer-Archipel vor der Westküste der Antarktischen Halbinsel. Sie verläuft in nordwest-südöstlicher Ausrichtung zwischen den Gossler- und den Joubin-Inseln.
Das Advisory Committee on Antarctic Names benannte sie 1975 nach Pieter J. Lenie, Kapitän auf dem Forschungsschiff RV Hero der National Science Foundation von 1972 bis 1974, der zwischen Januar und Februar 1973 vermutlich als Erster diese Meerenge befahren und per Tiefenlotung vermessen hatte.